# Lorelei (Band)
Lorelei ist eine 2003 gegründete Gothic-Metal-Band.

## Geschichte
Marina und Alexey Ignatovich gründeten Lorelei 2003. Den Bandnamen entlieh Alexey Ignatovich dem gleichnamigen Gedicht von Heinrich Heine. Die Besetzung um das Duo wechselte über den Zeitraum der Aktivität der Band vollständig. Ein erstes Demo wurde 2007 als CD-R im Selbstverlag unter dem Titel Королевство призрачных теней veröffentlicht. Im Jahr 2011 folgte die ebenfalls ohne Label veröffentlichte Download-EP Стон разбитой души. Zum Zeitpunkt der Aufnahmen waren die Ignatovichs bereits von Tschita nach Moskau gezogen, wo das Duo die Band neu formierte.
Das Debütalbum Угрюмые волны студёного моря wurde am 12. August 2013 über BadMoodMan Music veröffentlicht. Evander „E.S.“ Sinque von Who Dies in Siberian Slush steuerte Growling bei, während Vladimir Lyashkov von Decay of Reality und Beheaded Zombie das Schlagzeug einspielte. Das Album wurde im Primordial Studio in Moskau aufgenommen. Das Mastering wurde von Jerry Torstensson im Dead Dog Farm Studio in Schweden übernommen. Die internationale Resonanz auf Угрюмые волны студёного моря fiel durchschnittlich bis positiv aus.
Zur Aufnahme des Folgealbums Тени октября im Moskauer Studio Cosmos vergingen mehrere Jahre. Alexey Ignatovich erklärte den langen Arbeitsprozess damit lange und ausgiebig an den Stücken geschrieben zu haben. Das Album wurde in den Navaho Studios von Arkadi Navaho abgemischt und gemastert. Aufgrund einer nuancierenden Veränderung im Klang erschien es am 24. November 2017 über Solitude Productions. Die internationale Kritik fiel diesmal anhaltend positiv aus. Am 30. Dezember 2021 folgte die Download-Single Lux Aeterna.

## Stil
Lorelei spielt Gothic Metal mit einer markanten The-Beauty-and-the-Beast-Gesangspaarung. Als Vergleichsgröße wird unter anderem auf Symphonian, Draconian und Aut Mori verwiesen. Entsprechend folge Lorelei einer bekannten Formel: „Midtempo-Riffing, schwermütige Leadgitarren, allgegenwärtige Synthie-Streicher und ein kontrastreicher Wechsel zwischen Growls und Soprangesang“. Dabei basiert die Musik nicht ausschließlich auf Einflüssen aus dem Metal. Alexey Ignatovich verwies hinzukommend auf russische Komponisten klassischer Musik. Die Idee der Gesangspaarung des Debüts war es den Operngesang von Ksenia Mikhaylova in einem Death-Doom-Konzept zu präsentieren. Da Mikhaylova zu den Aufnahmen an Тени октября verhindert war, sang Maria Kiverina sporadisch auf dem Album, dass durch nuancierende Aspekte im Riffing und der Reduzierung des weiblichen Klargesangs etwas mehr dem Death Doom entsprach, jedoch ebenfalls mit Interpreten des Gothic Metal wie Katatonia und Paradise Lost verglichen wurde.

## Diskografie
- 2007: Королевство призрачных теней (Demo, Selbstverlag)
- 2011: Стон разбитой души (EP, Selbstverlag)
- 2013: Угрюмые волны студёного моря (Album, BadMoodMan Music)
- 2017: Тени октября (Album, Solitude Productions)
- 2021: Lux Aeterna (Download-Single, Solitude Productions)
- 2021: Solitude Vaults: 16 Years of Doom (Split-Album Mit Intaglio, Without God und Borboropsis, Solitude Productions)